# Scrambling (Linguistik)
Scrambling ist ein Begriff in der Sprachwissenschaft für das Phänomen der so genannten „freien Wortstellung“, wie sie im Mittelfeld des deutschen Satzes auftritt. Diese Art der Wortstellungsfreiheit ist typisch für Sprachen mit SOV-Wortstellung; sie findet sich daher z. B. im Japanischen, Persischen oder Koreanischen. Das Deutsche gehört in dieselbe Reihe, da die Verbindung aus Mittelfeld und rechter Satzklammer im Deutschen eine „OV-Abfolge“ ergibt. Hingegen ist die VO-Stellung z. B. im Englischen strukturell stärker beschränkt.

## Entwicklung des Begriffs
Der Begriff Scrambling (von engl. to scramble, „durcheinandermischen“) wurde von dem amerikanischen Linguisten John R. Ross 1967 in seiner Dissertation Constraints on variables in syntax eingeführt. Ross beschrieb damit ursprünglich Wortstellungsvariation als eine stilistische Regel, die außerhalb der Syntax angesiedelt war. Seit Kenneth L. Hale (1980, 1983) gilt Scrambling als vorrangig syntaktische Operation.

## Beispiel
Im deutschen Nebensatz sind neben der regulären Abfolge (a) auch andere möglich:
| a. | dass | der Professor | dem Studenten      | das Buch         | gab      |
|    |      | Subjekt (SU)  | indir. Objekt (IO) | dir. Objekt (DO) | Verb (V) |
| b. | dass | der Professor | das Buch | dem Studenten | gab |
|    |      | SU            | DO       | IO            | V   |
| c. | dass | dem Studenten | der Professor | das Buch | gab |
|    |      | IO            | SU            | DO       | V   |
| c. | dass | das Buch | der Professor | dem Studenten | gab |
|    |      | DO       | SU            | IO            | V   |
Alle Abfolgevarianten der drei Konstituenten der Professor, dem Studenten und das Buch sind im Deutschen grammatisch. Andere Sprachen haben hier mehr Einschränkungen für die Wortstellung als das Deutsche.
Scrambling kann satzintern vorkommen (Bsp. Er hat dem Bruder das Buch gezeigt. vs. Er hat das Buch dem Bruder gezeigt.) oder Konstituenten können sich über die Satzgrenze hinaus bewegen (sog. long distance scrambling), wie im Japanischen:
[Hanako ga [Taroo ga sono hon o katta to] omotteiru] vs.
[Sono hon o [Hanako ga [Taroo ga katta to] omotteiru]].

## Theorie
Das Wesen von Scrambling ist in der Grammatiktheorie Gegenstand einer lebhaften Debatte. Während manche Autoren behaupten, dass Scrambling basisgeneriert sei und dass es freie und gleichwertige Varianten eines Satzes gebe (Hale und Farmer 1980 fürs Japanische; Mohanan 1990 für Hindi und Urdu, Fanselow für das Deutsche), vertreten andere die Meinung, dass Scrambling das Produkt einer syntaktischen Bewegung sei. Letztere Annahme setzt eine „natürliche“  Grundabfolge der Satzkonstituenten voraus, von der die gescrambelte Variante abgeleitet ist (Saito und Hoji 1983, Hoji 1985 für das Japanische; Neeleman 1994 für das Niederländische).

### Scrambling als Basisgenerierung
Der Basisgenerierungsansatz von Hale (1980, 1983) gliedert die Sprachen in zwei Typen ein:
- in solche mit einer flachen Struktur (non-configurational). Dazu siehe u. a. Hale 1980 und Farmer 1980 für Japanisch; Fanselow 2001 für Deutsch; Mohanan 1990 für Hindi und Urdu usw.

- und in jene Sprachen, die eine strukturelle Hierarchie besitzen (configurational). Dazu v. a. Saito und Hoji 1983, Hoji 1985; Neeleman 1994 für Niederländisch usw.

### Scrambling als Bewegung
Kerstens (1975), van Riemsdijk (1978) und de Haan (1979) begannen als erste, Scrambling als eine syntaktische Bewegung, also als eine Transformation zu analysieren. Sie postulierten, dass die Adverbien an und für sich eine feste Position haben und Scrambling daher eine optionale Bewegung zu Positionen links von Adverbien ist.
Behandelt man Scrambling als Derivation einer zugrunde liegenden Basiswortstellung, ergeben sich daraus einige Fragen:
- Welches ist die zugrunde liegende Wortstellung und wie lässt sie sich bestimmen?
- Um welche Art von Bewegung handelt es sich?
- Wodurch wird die Bewegung ausgelöst?
- Wie lässt sich die offensichtliche Optionalität der Bewegung erklären?

#### In der Government-and-Binding-Theorie
In der Government-and-Binding-Theorie (GB) unterscheidet man zwischen A- und A'-Bewegung. Während long distance scrambling einheitlich als A’-Bewegung, also als Bewegung in eine Nicht-Argument-Position analysiert wird, wird bei satzinternem Scrambling hingegen diskutiert, ob es sich dabei um A-Bewegung, A’-Bewegung oder eine Mischform handelt.

#### Im Minimalistischen Programm
Letztere Fragen sind essentiell für die Analyse von Scrambling im Rahmen des Minimalistischen Programms (MP), da wegen Prinzipien der derivationellen Ökonomie optionale syntaktische Operationen nicht erwünscht sind. Jegliche Bewegung muss daher einen Auslöser (Trigger) haben.
Optional ist Scrambling insofern, als sowohl die gescrambelte Wortfolge als auch die ungescrambelte grammatikalisch sind (im Gegensatz z. B. zu Kopfbewegung von Verben).
Der Auslöser wird i. d. R. als morphosyntaktisches Merkmal (feature) kodiert, das das gescrambelte Element in sich trägt und im Laufe der Derivation zur Bewegung zwecks Merkmalsüberprüfung führt (z. B. [+scrambling]-Merkmal bei Müller, 1998 oder [+topic] bei Meinunger 1995, 2000).
Außersyntaktische Faktoren wie Informationsstruktur oder Intonation können als Auslöser für Scrambling angesehen und wie morphosyntaktische Merkmale behandelt werden (z. B. [+Focus] von Rizzi, 1997 oder [+anti-focus] von Molnárfi, 2002).
Das Problem der Optionalität bleibt jedoch und wird z. B. von Molnárfi (2004) im Rahmen der Copy Theory of Movement des MP als Möglichkeit beschrieben, sowohl die untere als auch die obere Kopie des bewegten Elements auszusprechen, und damit praktisch von der Syntax in die Phonologie verlegt.

## Zur Funktion von Scrambling
Scrambling hat Auswirkungen auf die Informationsstruktur und die Satzbetonung. Ob dies die Motivation für Scrambling ist oder ein Nebenprodukt eines unabhängigen Mechanismus, ist nicht klar.
Verschiedene theoretische Ansätze beschäftigen sich mit dem Zusammenhang zwischen Wortstellung und Informationsstruktur, insbesondere mit den Wechselwirkungen zwischen Scrambling und Topik und Fokus (z. B. Frey 2004, Meinunger 2000, Molnárfi 2002).

## Scrambling und Sprachtypologie
Typologisch unterscheiden sich Scrambling-Sprachen von Nicht-Scrambling-Sprachen vermutlich u. a. durch die Stellung des finiten Verbs. In der Großzahl der Sprachen, von denen angenommen wird, dass sie scrambeln, ist auch Verbendstellung (SOV) entweder obligatorisch oder möglich. SVO-Sprachen hingegen scrambeln in der Regel nicht (kontrovers diskutiert wird aber z. B. Russisch, das als SVO-Sprache gilt, aber sehr freie Wortstellung aufweist).

## Scrambling in verschiedenen Sprachen
Ob es sich bei den Instanzen freier Wortstellung in den verschiedenen Sprachen und den verschiedenen Wortstellungsvariationen innerhalb der Einzelsprachen um ein und dasselbe Phänomen handelt, ist nicht hinreichend geklärt. Haider und Rosengren (1998) zum Beispiel sehen Scrambling als verwirrenden Sammelbegriff für unterschiedliche, unabhängig voneinander zu beschreibende Wortstellungsphänomene an.

### Scrambling im Niederländischen
Im Niederländischen können Objekte, die Nominalphrasen oder Präpositionalphrasen sind, entweder links oder rechts des Satzadverbs vorkommen.
Bsp.:
| a. | Willemijn | heeft | vandaag | [de | tuin]  | omgespit      |
|    | Willemijn | hat   | heute   | den | Garten | oben-gegraben |
| b. | Willemijn                                  | heeft | [de | tuin]  | vandaag | omgespit      |
|    | Willemijn                                  | hat   | den | Garten | heute   | oben-gegraben |
|    | Willemijn hat den Garten heute umgegraben. |       |     |        |         |               |

### Scrambling im Deutschen
Im Deutschen kann das direkte Objekt rechts oder links des indirekten Objekts auftreten, aber auch in einer Position vor dem Subjekt (c).
Bsp.:
a. Kai sagte, dass Verena ihrer Mutter [die Brombeeren] geben würde.
b. Kai sagte, dass Verena [die Brombeeren] ihrer Mutter geben würde.
c. Kai sagte, dass [die Brombeeren] Verena ihrer Mutter geben würde.

### Scrambling im Koreanischen
Koreanisch ist eine SOV-Sprache, die es erlaubt, das Objekt eines Verbs an den linken Rand des Satzes, also vor ein Subjekt, zu bewegen.
Bsp.:
| [ Saca-lul ]i              | kay-ka   | ti | mwul-eyo    |
| Löwe-AKK                   | Hund-NOM |    | beißen-DECL |
| „den Löwen der Hund beißt“ |          |    |             |

### Scrambling im Japanischen
Das direkte Objekt kann möglicherweise über Satzgrenzen hinweg bewegt werden (sog. long distance scrambling), kommt also in der Prä-Subjekt Position vor.
Bsp.:
| a. | Akira-ga  | Barbara-ga  | [kono-hana-o] | tunda    | to   | omotteiru |
|    | Akira-Nom | Barbara-Nom | die Blume-Akk | sammelte | dass | denkt     |
| b.                                              | [kono-hana-o] | Akira-ga  | Barbara-ga  | tunda    | to   | omotteiru |
|                                                 | die Blume-Akk | Akira-Nom | Barbara-Nom | sammelte | dass | denkt     |
| „Akira denkt, dass Barbara die Blume sammelte.“ |               |           |             |          |      |           |

### Scrambling in Slawischen Sprachen
Sätze slawischer Sprachen zeigen eine große Variabilität hinsichtlich der Abfolge ihrer Konstituenten.
Russisch:
a. Brat kupil knigu
b. Brat knigu kupil
c. Knigu kupil brat etc.
Tschechisch:
a. Petr poslal ředitlei dopis
b. Petr poslal dopis ředitlei
c. Petr (ten) dopis ředitlei (opravdu) poslal  etc.
Die verschiedenen Abfolgen sind mit unterschiedlichen Interpretationen verbunden und reagieren auf unterschiedliche Bedingungen aus dem Kontext. Slawische Sprachen nutzen die Wortstellung, um das kommunikative Gewicht und die Diskursfunktionen der Satzteile anzuzeigen. Damit verbundene Prozesse werden Informationsstrukturierung genannt. Während die grundlegenden Elemente der formalen (syntaktischen) Gliederung des Satzes das grammatische Prädikat und die davon abhängigen Satzteile Subjekt, Objekt etc. sind, ist der Ausgangspunkt der Informationsstruktur die Aussage.

## Evidenz aus der Neurolinguistik
Englisch ist in seiner Wortstellung relativ fest; im Gegensatz dazu haben beispielsweise Spanisch oder Koreanisch eine relativ freie Wortstellung. Broca-Aphasiker etwa verstehen gescramblete Sätze eher schlecht oder können sie vor allem dann überhaupt nicht verstehen, wenn es sich um gescramblete Passivsätze handelt, da im Koreanischen und Spanischen die Agens-Phrase des Passivsatzes (wie im Deutschen) auch am Satzanfang stehen kann. So also z. B.
im Koreanischen:
| kay-eykey                             | saca-ka  | mwul-li-eyo      |
| Hund-durch                            | Löwe-NOM | beißen-PASS-DECL |
| „der Löwe wird gebissen von dem Hund“ |          |                  |
im Spanischen:
| por                                               | la mujer | la girafa   | está       | siendo         | empujada  |
| durch                                             | die Frau | die Giraffe | ist (wird) | „being“ gerade | geschoben |
| „die Giraffe wird gerade von der Frau geschoben.“ |          |             |            |                |           |